# La Victoria (Venezuela)
La Victoria è sede del municipio di José Félix Ribas e rappresenta la seconda realtà urbana dello Stato venezuelano di Aragua, dopo Maracay, con oltre 130.000 abitanti (156.139 tenendo in considerazione l'intero municipio). Si sviluppa in una valle a 550 msm, a 40 km circa da Maracay e a una settantina da Caracas. Possiede un clima di tipo tropicale, con temperature medie annue piuttosto elevate, (attorno ai 24 °C) e precipitazioni non abbondanti (900 mm circa su base annue), per lo più concentrate fra i mesi di maggio e ottobre.
La Victoria fu fondata dal capitano Francisco Loreto nel 1593 con il nome di Nuestra Señora de Guadalupe de la Victoria, in ricordo della vittoria sui turchi nella battaglia di Lepanto da parte della Spagna e del Papa una ventina d'anni prima. Il paese iniziò però a popolarsi solo dopo il 1620, con l'arrivo in zona di due emissari vicereali, Pedro Gutiérrez de Lugo e padre Gabriel de Mendoza, cui era stata affidata la missione di riunire, in un unico centro abitato, gli abitanti dispersi sul territorio (nella quasi totalità indios).
In epoca contemporanea La Victoria è stata teatro di due celebri battaglie. La prima fu combattuta nel 1814 fra i seguaci di Simón Bolívar, sotto il comando del generale José Félix Ribas, e le truppe ispano-venezuelane di José Tomás Boves. Quest'ultimo si era fatto sostituire, in quella memorabile giornata, dal proprio luogotenente, Francisco Tomás Morales, che venne sconfitto da Ribas. Il secondo noto fatto d'arme ebbe luogo fra gli ultimi giorni di ottobre e i primi di novembre del 1902, quando l'allora presidente Cipriano Castro, appoggiato dal generale Juan Vicente Gómez, mise in fuga un esercito di ribelli comandato da Manuel Antonio Matos.
Lo sviluppo de La Victoria, come importante centro di rango regionale, iniziò a profilarsi solo negli anni cinquanta e sessanta del Novecento, a seguito di una forte corrente migratoria proveniente dall'Europa meridionale (Spagna, Portogallo e Italia). La città divenne un centro industriale di considerevole importanza, grazie alla creazione di alcune industrie metalmeccaniche di rilievo (fra cui una delle principali fabbriche venezuelane di montaggio di veicoli), di industrie alimentari e farmaceutiche. La popolazione, che nel 1950 era di soli 12.000 abitanti, aumentò nel ventennio successivo del 350%, raggiungendo quasi le 42.000 unità.
Anche in epoche più recenti i ritmi di crescita demografici ed economici si sono mantenuti molto al di sopra della media nazionale, assicurando alla città un relativo benessere. A partire dall'ultimo decennio del XX secolo La Victoria ha iniziato ad assorbire nella propria orbita alcuni importanti nuclei vicini, fra cui San Mateo, El Consejo e Las Tejerías, con i quali potrebbe formare nel prossimo futuro un'unica area urbana destinata a propria volta a saldarsi con la vicina regione metropolitana di Maracay.